# نوکاننگ، بوتسوانا
نوکاننگ (به انگلیسی: Nokaneng) شهری در ناحیهٔ شمال غربی کشور بوتسوانا است که در سال ۲۰۰۰ میلادی ۳٬۰۷۵ نفر جمعیت داشته که از این تعداد، ۱٬۵۶۴ نفر مرد و ۱٬۵۱۱ نفر زن بوده‌اند.